# Ostre Bardo (gmina)
Ostre Bardo – dawna gmina wiejska istniejąca w 1945 roku w okręgu mazurskim (IV) (dzisiejsze woj. warmińsko-mazurskie). Siedzibą władz gminy było Ostre Bardo.

## Niemcy
Gmina zbiorowa Ostre Bardo (Amtsbezirk Klingenberg) powstała 11 czerwca 1874 w Prusach Wschodnich w powiecie frydlandzko-bartoszyckim. W jej skład weszły gminy jednostkowe Klingenberg (Ostre Bardo) i Korwlack (Рябинино) oraz obszary dworskie Gostkow (Расково), Klingenberg (Ostre Bardo) i Pohiebels (obecnie nie istnieje, w Rosji).
- 30 czerwca 1874 utworzono dwa nowe obszary dworskie: Korwlack (Рябинино) z części obszaru dworskiego Pohiebels, oraz Neu Klingenberg (Nowe Ostre Bardo) z części obszaru dworskiego Klingenberg.
- 30 września 1928 zniesiono obszary dworskie Gostkow, Klingenberg i Neu Klingenberg, włączając je do gminy jednostkowej Klingenberg. Utworzono także nową gminę jednostkową Pohiebels ze zniesionej gminy jednostkowej Korwlack oraz zniesionych obszarów dworskich Korwlack i Pohiebels.
- 1 października 1939 zniesiono gminę jednostkową Pohiebels, włączając ją do gminy jednostkowej Klingenberg.

I tak 1 stycznia 1945 Amtsbezirk Klingenberg składał się już tylko z jednej gminy jednostkowej (Klingenberg).

## Polska
Gmina Ostre Bardo powstała po II wojnie światowej, 25 lipca 1945 roku, na terenie tzw. Ziem Odzyskanych, jako jedna z siedmiu gmin powiatu bartoszyckiego.
Po ustaleniu granicy polsko-radzieckiej północna część gminy Ostre Bardo znalazła się po stronie radzieckiej (okolice Riabinina), przez co gminę zniesiono, a jej południową część, która pozostała przy Polsce (gromadę Ostre Bardo), włączono do gminy Smolanka.